# Franco Manzecchi

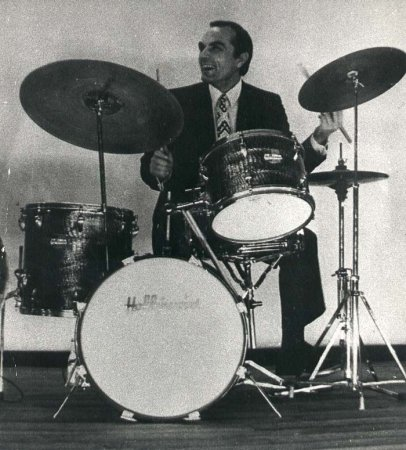
Franco Manzecchi

Franco Manzecchi (* 10. September 1931 in Ravenna, Italien; † 25. März 1979 in Konstanz, Deutschland) war ein italienischer, in Paris wirkender Jazz-Schlagzeuger.

## Leben
Franco Manzecchi lernte ab 1945 von seinem sechs Jahre älteren Bruder Gino das Handwerk des Tanzmusikers, mit großem Interesse an der Swing-Musik. 1949 entdeckte er den Bebop. Er zog im folgenden Jahr nach Bologna, von dort führte in die Reise weiter nach Sankt Moritz und Wien (wo er bei Fatty George arbeitete an der Seite von Karl Drewo und Oscar Klein. Unklar ist bis heute, ob Joe Zawinul ebenfalls zur selben Zeit in dieser Formation spielte).
Ab 1957 musizierte er in seiner neuen Wahlheimat Paris mit Tony Scott und Bill Coleman (1 Schallplatte), Mezz Mezzrow, Don Byas, Bud Powell und Pierre Michelot, Guy Lafitte (1 Schallplatte), René Urtreger, Lou Bennett und Jimmy Gourley (1 Fernsehaufnahme von Bennett mit Elek Bacsik in Paris 1961 und 1 Schallplatte mit dem jungen Philip Catherine in Prag 1966), Jack Diéval mit Eric Dolphy und Donald Byrd (Radioproduktion, die in der Folge als Schallplatte und CD Last Recordings herauskommt), dann mit Gitarrist René Thomas (Schallplatte „Relaxez-vous avec Jack Diéval“) und auch mit Lucky Thompson (Tournee in Italien), Chet Baker (1964 Fernsehaufzeichnung mit u. a. René Urtreger am Klavier für das Belgische Fernsehen, die 1992 auf CD und 2006 auf DVD herauskommt), Dionne Warwick (Belgien, mit u. a. Nathan Davis), Larry Young, Memphis Slim, Johnny Griffin, Studio mit André Hodeir (die legendäre Schallplatte „Anna Livia plurabelle“ mit Jean-Luc Ponty und Michel Portal u. a.), Stéphane Grappelli (1 Schallplatte), das „Trio Michel Roques“ mit zunächst Henri Texier, dann Benoît Charvet und zuletzt Patrice Caratini am Kontrabass (ganze 7 Schallplatten, darunter „Safari“, die den „Django-Reinhardt-Preis“ im Jahre 1969 erhält und selbst von amerikanischen Kritikern hochgelobt wird), Stuff Smith (1 Schallplatte mit u. a. Jan Hammer „Live“ in Warschau), Dexter Gordon, Hank Mobley, Joe Henderson, Mal Waldron (Schallplatte im Trio mit Caratini), Clark Terry und Ernie Wilkins (Bigband-Schallplatte „Live“ vom Montreux Jazz Festival 1969), Teddy Wilson, Barney Kessel, den „Swingers“ und vielen anderen.
Manzecchi erkrankte am Herzen, verließ Frankreich, zog nach Deutschland im Jahre 1977, wo er zwei Jahre später starb; einige Wochen vorher wurde er vom neu gegründeten Jazzclub in Konstanz zum Ehrenmitglied ernannt. Er nahm in Paris im Juni 1978 noch eine letzte Schallplatte auf, die eine gewisse Popularität erlangte und nach zwei Jahren nochmals in neuer Auflage gepresst wurde: „Organ“ (auf OPEN Records), gemeinsam mit Marc Fosset und Patrice Galas und unter aller dreier Namen. Mit dieser noch neuen Formation machte er einige Wochen vor seinem Tod noch ein letztes Mal Aufnahmen mit Johnny Griffin für das Französische Radio. Franco Manzecchi hinterließ Frau und zwei Kinder – der Sohn Patrick Manzecchi ist mittlerweile selbst ein geachteter und renommierter Jazz-Schlagzeuger in Deutschland. Im Januar 2025 verstarb Manzecchis Witwe Mimi Manzecchi, die bis zuletzt als bildende Künstlerin erfolgreich und aktiv war.

## Rezeption
Franco Manzecchi ist ein Schlagzeuger der Französischen Jazzszene, der nahezu vergessen ist, dessen Beitrag zum modernen Jazz Europas in den 1960er Jahren aber nicht zu unterschätzen ist (exzessive Tournee- und Aufnahmetätigkeit für Radio und Fernsehen in ganz Europa, aber auch Nordafrika und das Vordere Orient). Schöner, geschmeidiger Klang an den Becken, melodische Solos mit viel Eleganz und Swing, von allen Kollegen für seine Qualitäten als Sideman hochgeschätzt. Memphis Slim und Johnny Griffin sollen ihn ihren Lieblingsschlagzeuger in Europa genannt haben. Ebenfalls sehr geachtet von den Drummern Kenny Clarke (der ihn an Bud Powell empfiehlt), Art Blakey (der ihm seine Hi-Hat schenkt), Elvin Jones (der ihm ein Gedenkkonzert kredenzt) und seinem langjährigen Freund Max Roach, derer Ideen und Entwicklungen er sich überzeugend bedient. Das Trio Paolo Fresu / Richard Galliano / Jan Lundgren widmet ihm 2019 in dessen Heimatstadt Ravenna ein Konzert anlässlich seines 40. Todestages auf dem internationalen Festival Ravenna Jazz.

## Diskographie (Auszug)
- André Reweliotty et son orchestre jouent des inédits de Sidney Bechet (1959) EP
- Bill Coleman (1960) EP
- Remembering René Thomas (w/ Bobby Jaspar) (rec. 1961–62, ed. 2020) 2CD
- Guy Lafitte Jazz Sextet (1962) EP
- Herb Geller European Rebirth 1962 Paris Sessions (2022) CD
- Relaxez Vous Avec Jack Diéval Et Son Quartette (1966) LP
- Chet Baker Quintet Brussels 1964 (1992) CD/(2006) DVD
- Eric Dolphy Naima (rec. 1964, ed. 1988) LP/CD
- Jack Diéval Ambiance Pour Deux Pianos (1964) LP
- Club du Piano N°1: Jack Diéval Présente (196?) LP
- Geo Daly Avec Stéphane Grappelli: Baroque Up To Date (196?) LP
- Larry Young In Paris – The ORTF Recordings (rec. 1965, ed. 2016) LP/2CD
- André Hodeir Anna Livia Plurabelle (1966) LP
- Michel Roques Dédicace (1966) EP
- Jazz Jamboree 66 Vol. 1: Stuff Smith Quartet (1966) LP
- Nathan Davis With Georges Arvanitas Trio – Live in Paris – The ORTF Recordings 1966/67 (2019) LP
- Lou Bennett Trio Ovzeni Jazzohevo Festivalu 1966 (1967) LP
- En Avant La Zizique (w/ Michel Roques Trio) (1968) LP
- Eraldo Volonte Free And loose  (1968) LP/CD
- Michel Roques Trio Safari (1968) LP
- Bill Coleman: ? (1969) EP
- Mal Waldron Ursula (1969) LP
- Clark Terry International Festival Band At the Montreux Jazz Festival (1969) LP
- Michel Roques Chorus (1971) LP
- Jean Bonal Guitare Jazz (1974) LP
- The Fabulous Pescara Jam Sessions 1970–1975 (w/ Chet Baker) (1991) CD
- Patrice Galas / Marc Fosset / Franco Manzecchi Organ (1978) LP
- Franco Manzecchi Hommage (rec. 1978, ed. 2021) CD